# Barthold Jacob Lintelo de Geer van Jutphaas
Barthold Jacob Lintelo baron de Geer van Jutphaas (Utrecht, 12 december 1816 – Jutphaas, 4 augustus 1903) was een Nederlands rechtsgeleerde, historicus, taalkundige en politicus. Hij was een telg van het internationale geslacht De Geer.
De Geer van Jutphaas studeerde rechten, wijsbegeerte en letteren aan de Rijksuniversiteit Utrecht. Na zijn promotie werd hij in 1843 kantonrechter te Maarssen en vier jaar later buitengewoon hoogleraar in het Romeins recht aan de Rijksuniversiteit Utrecht, gevolgd door een tijdelijk hoogleraarschap in de Hebreeuwse, Arabische en oosterse talen, waarna hij van 1856 tot 1887 gewoon hoogleraar Romeins recht was. In 1869 was hij ook rector magnificus van de universiteit.
De Geer van Jutphaas was ook kerkelijk en politiek actief. Als orthodox-hervormde leidde hij in 1853 de Aprilbeweging. Voorts was hij lid van de gemeenteraad van de stad Utrecht. Van 1874 tot aan zijn overlijden in 1903 zat hij in de Provinciale Staten van provincie Utrecht, vanaf 1889 ook in de Gedeputeerde Staten. Eveneens was hij van 1884 tot 1894 lid van de Tweede Kamer.

## Werken
Hij schreef afzonderlijk: 
- De strijd der Friezen en Franken. Eene voorlezing (Utrecht 1850)
- De Dom van Utrecht. Eene voorl. met aant. (Utrecht 1861)
- De Saksers vóór en na Karel den Groote (Utrecht 1861)
- Hoe werden te Rome de wetenschappen beoefend en onderwezen in de eerste en tweede eeuw onzer jaartelling? Eene voorlezing (Utrecht 1868)
- De wet op het hooger onderwijs, met aant. (2 dln. 1879)
- Rechtsgel. adviezen in zake het kerkel. conflict te Amst. (Amsterdam 1886)
- De Saksenspiegel in Nederland, ('s Hage 1888)

Als ‘B.d.G.v.J.’ schreef hij:
- De ridderschap van Utr. Haar begin en haar einde (Utrecht 1880)

Verder opstellen in de door hem mede opgerichte en geredigeerde: 
- Bijdr. tot de kennis en beoef. van het Ned. herv. kerkregt
- Nieuwe Bijdr. voor regtsgeleerdheid en Wetgeving
- Voorl. over handels- en zeeregt

- Biografisch Portaal: 38918125
- Digitale Bibliotheek voor de Nederlandse Letteren: geer025
- Gemeinsame Normdatei: 101601883
- International Standard Name Identifier: 0000 0000 7244 4568
- Library of Congress Control Number: no2009175541
- Nederlandse Thesaurus van Auteursnamen: 068845189
- Parlement.com: vg09ll0wgqzk
- Système universitaire de documentation: 109442296
- Virtual International Authority File: 66836821
- WorldCat: E39PBJyCyJ3gH3phYFgFd9hGpP